# Данило Штуль
Протоієрей Данило Штуль (Коритниця, нині Волинська область, 16 грудня 1893 — 21 березня 1967, Київ) — активний учасник українського церковно-визвольного руху та батько провідника ОУН Олега Штуль-Ждановича.

## Життєпис
Митрофорний протоієрей Данило Штуль народився у селі Коритниця (нині Волинської області) 16 грудня 1893.
Навчався у місцевій церковно-парафіяльній школі, згодом вчився у Володимирській двокласній вчительській школі. З 1910 став вчителем у селі Вулька Ковельська, а згодом у Вижві на Ковельщині.
У жовтні 1913 Данило Штуль одружився із вчителькою Антоніною Лотоцькою і майже одразу приймає дияконську хіротонію з рук єпископа Володимир-Волинського Фаддея Успенського (до речі ерзянина за походженням, нині проголошений РПЦ святим).
Диякон Данило Штуль служив у Благовіщенському храмі Ковеля.

### Перша світова війна
З початком Першої світової війни багато волинян змушені були покинути свої домівки. Отець Данило з родиною переїхав до Житомира. Закінчив Пастирське училище в Житомирі.
Паралельно складає іспит на священника при Волинській духовній семінарії у Житомирі. 8 листопада 1916 єпископ Острозький Аверкій Кедров рукоположив його у ієреї. Отця Данила Штуля одразу відрядили на Румунський фронт Першої світової війни у 377 польовий пересувний шпиталь. За душпастирство на фронті отець Данило був нагороджений орденом святої Анни III ступеня.

### Міжвоєнний період
До мирного життя отець Данило повертається у 1917. З великою радістю зустрів Українську революцію і активно долучився до українсткого національного руху.
У грудні 1919 був призначений настоятелем храму села Лопатичі на Овруччині. У березні 1920 його призначають настоятелем храму у селі Жиричі на Ковельщині.
Був делегатом Почаївського з'їзду духовенства і мирян 3-10 жовтня 1921.
З квітня 1924 призначений у село Сновидовичі на Сарненщині. Дванадцять років отець Данило служив на цій парафії. Отець Данило активно виступав за українізацію Правосланої Церкви на теренах міжвоєнної Польщі. Так, на своїй парафії він повністю українізував церковні богослужіння, служив виключно українською мовою, зорганізував роботу хору під керівництвом регента Столярчука. Тут отець Данило Штуль був активно пов'язаний з українськими організаціями, зокрема і з підпіллям, яке боролося за Незалежність України — Організацією українських націоналістів.
В дусі українського патріотизму і жертовної любові України отець Олег виховав своїх синів — Василя і Олега. Олег Штуль — випускник Варшавського університету стає чільним діячем Організації Українських Націоналістів. Був близьким соратником Євгена Коновальця, Андрія Мельника, Олени Теліги, Олега Ольжича. У 1964–1977 Олег Штуль-Жданович очолював Організацію Українських Націоналістів (мельниківців).
У 1936-1941 — отець Данило Штуль служив у селах Яблунька Луцького повіту, Синів на Ковельщині, Заліси на Ратнівщині.

### Друга світова війна
У 1941, з приходом на Волинь німецької армії і вигнання сталінських військ, отець Данило Штуль активно долучається до другого відродження Української Автокефальної Православної Церкви. У вересні 1941 митрополит Полікарп Сікорський призначив отця Данила Штуля благочинним Заболоттівського благочиння і обіймав цю посаду до 9 вересня 1944.
З приходом сталінських військ на Волинь у 1944, привезений в обозі НКВД єпископ Волинський і Луцький РПЦ Миколай Чуфаровський усуває отця Данила, як націоналіста з посади благочинного, хоч печатку УАПЦ на вимогу єпископа — отець Данило не здав.
27 лютого 1945 карателі з НКВД змусили отця Данила Штуля написати прохання про прийняття його до кліру РПЦ. Також пастир вимагає від священноначалія РПЦ визначити його право на митру, якою він був нагороджений в УАПЦ митрополитом Полікарпом.

### Заслання до концтабору ГУЛАГу
9 травня 1945, на честь «Дня Побєди» сталінські карателі з НКВД арештували отця Данила Штуля і за проповідь Христа українською мовою, за любов до України, за синів — оунівців, за відродження УАПЦ заслали отця Данила на 10 років до концтабору, спочатку на Колимі, а згодом і у Мордовії. На сталінській каторзі пастир продовжував своє служіння за що був не раз катований і битий карателями. Врешті отець Данило був важко скалічений.
З заслання отця Данила відпустили лише навесні 1955, він повернувся на Волинь і дізнався, що його дружина упокоїлася у 1946, а доля синів лишалася для нього невідомою.

### Повернення із заслання, повоєнні роки
У квітні 1955 отець Данило подав прохання про призначення на парафію до єпископа Волинського і Рівненського Палладія Камінського, але виявилося, що розкольницький так званий «Архієрейський собор» Автономної Церкви Московського Патріархату позбавив отця Данила Штуля священичого сану за приналежність до УАПЦ.
Після того, як отець Данило написав на ім'я Палладія сміливу пояснювальну записку про обставини приналежності до УАПЦ і розкольницьку роль промосковських автономістів — він був призначений священником до села Буків Луцького району у сущому сані, а згодом переведений до села Білосток Торчинського району.
Щоб уникнути подальших репресій і через тиск карателів з КГБ змушений був виїхати з Волині. У серпні 1956 отець Данило прохає про перехід до Саратовської єпархії в Російській Федерації, але всередині серпня вже значиться кліриком Кіровоградської єпархії Українського Екзархату Московської патріархії.
Наприкінці 1950-х — на початку 1960-х отцеві Данилу вдалося переїхати до Києва, де він був призначений настоятелем Дмитрівського храму (ймовірно йдеться про Дмитрівський храм у Жулянах), служив в Андріївському храмі на Андріївському узвозі напередодні його закриття для богослужінь у 1961-1962.

### Смерть
Упокоївся отець Данило Штуль у Києві 21 березня 1967. Некролог про смерть батька Голови ОУН Олега Штуля-Ждановича розмістили багато газет у діаспорі, зокрема найвідоміша українська газета у США — «Свобода».
Протоієрей Данило Штуль — дідусь одного з активістів української діаспори у Франції Daniel Sztul.